# Gottfried Heinrich Gloger
Gottfried Heinrich Gloger, född 1710 i Hannover, död april 1779 i Verdal, var en norsk-tysk orgelbyggare.

## Biografi
Gottfried Heinrich Gloger var tredje sonen till orgelbyggaren Johann Heinrich Gloger. Hans två äldre bröder Johann Wilhelm Gloger (1702–1760) och Dietrich Christoph Gloger (mellan 1704 och 1708–1773) lärde sig även de orgelbyggarkonsten. Efter att ha lärt sig orgelbyggeri från sin far blev han elev hos Lambert Daniel Kastens och Christian Vater som var skolade hos Arp Schnitger.
1738 flyttade Gloger till Norge och blev organist i Risør. 1746 fick han kungligt privilegium som orgelbyggare i Norge. Han var under sin livstid ansedd som Norges största orgelbyggare.
Gloger var gift fyra gånger: 1745–1763 med Pernille Nielsdatter Klastrup, 1770–1772 med Christina Lund, 1773 med Lucia Rasbech och från 1774 till sin död med Ester Abel Parelius. Hans första tre fruar hade dött.

## Verklista
| År   | Ursprunglig kyrka      | Stift               | Bild | Manualer | Pedal        | Stämmor | Bevarad orgel/fasad | Övrigt                                                |
| ---- | ---------------------- | ------------------- | ---- | -------- | ------------ | ------- | ------------------- | ----------------------------------------------------- |
| 1743 | Risør kirke            |                     |      |          |              |         | Nej/Ja              |                                                       |
| 1747 | Kristiansands domkyrka | Kristiansands stift |      |          |              |         | Nej/Nej             |                                                       |
| 1749 | Bergens domkyrka       |                     |      |          |              |         | Nej/Nej             |                                                       |
| 1765 | Kongsberg kirke        |                     |      | 3        | Självständig | 34      | Ja/Ja               | Hans största orgel, som han också blev skuldsatt för. |
| 1768 | Sem kirke              |                     |      |          |              |         | Nej/Ja              |                                                       |
| 1771 | Mære kirke             |                     |      |          |              |         | Nej/Nej             |                                                       |
| 1776 | Stiklestad kirke       |                     |      |          |              |         | Nej/Ja              |                                                       |

Dessutom genomfördes minst två ombyggnationer av orgeln i Bergen (1738 och 1739).

## Webblänkar
- Beskrivning av orgeln i Kongsberg